# Passo di Naret
Der Passo di Naret (deutsch Naretpass) ist ein Saumpfad in den Schweizer Alpen und verbindet das Bedrettotal, mit dem Lavizzaratal, beide im Kanton Tessin. Es ist ein oft begangener Übergang mit einem Wanderweg (weiss-rot-weiss markiert) vom Val Torta (Bedretto) zum Lago del Narèt (Val Sambuco).